# Campionato centramericano femminile di pallacanestro 2006
Il 16º Campionato dell'America Centrale e Caraibico Femminile di Pallacanestro FIBA (noto anche come FIBA Centrobasket for Women 2006) si è svolto dal 25 al 29 giugno del 2006 a Città del Messico in Messico. Il torneo è stato vinto dalla nazionale cubana.
I FIBA Centrobasket sono una manifestazione contesa dalle squadre nazionali di Messico, Centro America e Caraibi, organizzata dalla CONCENCABA (Confederazione America Centrale e Caraibi), nell'ambito della FIBA Americas.

## Squadre partecipanti
- Barbados
- Costa Rica
- Cuba
- El Salvador
- Giamaica
- Messico
- Isole Vergini Americane
- Porto Rico

## Classifica finale
| Pos | Squadra | V-P |
| --- | --- | --- |
|     | Cuba4 Romero, 5 Suero, 6 Plutín, 7 Gelis, 8 Oquendo, 9 Amargo, 10 Boulet, 11 Martínez, 12 Calvo, 13 Y. Rodríguez, 14 D. Rodríguez, 15 Ávila, All. Armando Acosta           | 5-0 |
|     | Messico4 Camacho, 5 Careaga, 6 Gómez, 7 Bibbs, 8 Moreno, 9 García, 10 Rodríguez, 11 Carmona, 12 Vite, 13 Ramírez, 14 Machuca, 15 Silva, All. -                             | 3-2 |
|     | Giamaica4 Edwards, 5 Aikens, 6 Redley, 7 Lemonius, 8 Fung, 9 Reid, 10 Wiles, 11 Pitterson, 12 Messam, 13 Gidden, 14 Richman, 15 Byfield, All. -                            | 3-2 |
| 4   | Porto Rico4 Sánchez, 5 Rosado, 6 Santos, 7 Valentín, 8 Rivera, 9 Emmanuelli, 10 Tapia, 11 Dávila, 12 Baez, 13 González, 14 Plácido, 15 Vargas, All. -                      | 3-2 |
| 5   | Barbados4 Hunte, 5 Joseph, 6 Phillips, 7 Maynard, 8 Puckerin, 9 Atherley, 10 Oderson, 11 Ward, 12 Shorey, 13 Harris, 14 Studer, 15 Alleyne, All. -                         | 3-2 |
| 6   | Isole Vergini Americane4 Estrill, 6 de Castro, 8 L. Larsen, 9 B. Larsen, 10 Rhymer, 11 Jones, 12 Browne, 13 Wilkins, 14 Liburd, 15 Flanders, All. -                        | 2-3 |
| 7   | Costa Rica4 Iglesias, 5 Gálvez, 6 Malavassi, 7 Aguilar, 8 Alvarado, 9 Gamboa, 10 Vargas, 11 Cascante, 12 Miller, 13 Quesada, 14 Palavicini, 15 Acuña, All. Warren Espinoza | 1-4 |
| 8   | El Salvador4 D. Palacios, 5 Sánchez, 6 Serrano, 7 González, 8 Láinez, 9 Martínez, 10 Guzmán, 11 Jovel, 12 R. Palacios, 13 Campo, 14 Vides, 15 Calvo, All. -                | 0-5 |